# Municipio de Holt (Iowa)
El municipio de Holt (en inglés: Holt Township) es un municipio ubicado en el condado de Taylor en el estado estadounidense de Iowa. En el año 2010 tenía una población de 152 habitantes y una densidad poblacional de 1,63 personas por km².

## Geografía
El municipio de Holt se encuentra ubicado en las coordenadas 40°51′36″N 94°45′47″O / 40.86000, -94.76306. Según la Oficina del Censo de los Estados Unidos, el municipio tiene una superficie total de 93.29 km², de la cual 93,05 km² corresponden a tierra firme y (0,26 %) 0,24 km² es agua.

## Demografía
Según el censo de 2010, había 152 personas residiendo en el municipio de Holt. La densidad de población era de 1,63 hab./km². De los 152 habitantes, el municipio de Holt estaba compuesto por el 99,34 % blancos, el 0,66 % eran de otras razas. Del total de la población el 1,32 % eran hispanos o latinos de cualquier raza.